# Colpotrochia concinna
Colpotrochia concinna là một loài tò vò trong họ Ichneumonidae.